# Sri Dadi / Saridati
Sri Dadi / Saridati is een bestuurslaag in het regentschap Ogan Komering Ulu van de provincie Zuid-Sumatra, Indonesië. Sri Dadi / Saridati telt 1829 inwoners (volkstelling 2010).